# Aspettando che sia mattino
Aspettando che sia mattino è il primo disco di Pippo Pollina, pubblicato nel 1987.

## Il disco
L'artista ha curato i testi, le musiche e gli arrangiamenti dell'album, registrato da Andy Corner negli studi AC Luzern e mixato da Mike Meier negli studi Soundville Luzern nel novembre 1986.

## Tracce
1. Aspettando che sia mattino – 3:59
2. La favola di Fido – 3:27
3. E allora vai – 3:40
4. Io canterò per te – 3:07
5. In fondo e basta – 4:14
6. Luntanu – 2:34
7. Una canzone di notte – 5:06
8. Per un amico – 3:56
9. Ci vorrebbe un'idea – 2:38
10. Gli abiti che porto – 2:39

## Formazione
- Pippo Pollina - voce, chitarra, pianoforte e sintetizzatore

Altri musicisti
- Linard Bardill - voce
- Andy Corner - basso e programmazione batteria
- Anne Gigy - violoncello
- Christine Müller - flauti dolci
- Rosi Wiederkehr - voce